# Kräm (så nära får ingen gå)
För dokumentärfilmen om bandet, se Så nära får ingen gå – ett år med Kent.
Kräm (så nära får ingen gå) är den första singeln från Kents andra album Verkligen. Singeln släpptes den 9 februari 1996. Singeln nådde som högst en fjärdeplats på den svenska singellistan, och blev Kents första låt på ett lands singellista.
Låten "begravdes" den 16 juni 2006, vilket innebär att bandet inte kommer att spela den live igen.[källa behövs] Bakom beslutet att begrava låten stod Martin Sköld, som skrev musiken tillsammans med Joakim Berg som även författade texten. Det har även gjorts tolkningar av låten av bland annat bandet kentz och artisten Luma.

## Låtförteckning
1. Kräm (så nära får ingen gå) (2:42)
2. Rödljus (3:43)
3. En helt ny karriär (4:09)

## Listplaceringar
| Lista (1996) | Topplacering |
| ------------ | ------------ |
| Sverige      | 4            |